# 백석중학교 (서울)
백석중학교(白石中學校)는 대한민국 서울특별시 강서구 등촌동에 위치한 공립 중학교이다.

## 학교 연혁
- 1982년 10월 4일 : 교사건물 준공
- 1982년 11월 30일 : 백석중학교 설립인가일
- 1983년 1월 13일 : 초대 김윤봉 교장 취임
- 1983년 3월 4일 : 제1회 입학식
- 1983년 4월 18일 : 개교식
- 1986년 2월 13일 : 제1회 졸업식(20학급)
- 2010년 12월 31일 : 강당 신축
- 2013년 7월 31일 : 학생식당 신축 개관
- 2022년 9월 1일 : 제13대 최환호 교장 취임
- 2023년 2월 8일 : 제38회 졸업식(졸업생 217명, 총 22,758명)
- 2023년 3월 2일 : 제41회 입학식(8학급 203명)

## 참고 자료
- 백석중학교 - 한국교육학술정보원 학교알리미